# Список вулиць Львова (Е)
Список усіх вулиць Львова, що починаються на літеру Е
У списку вулиці подані за алфавітом. Назви вулиць на честь людей відсортовані за прізвищем і подаються у форматі Прізвище Ім'я і/або Посада. Якщо вулиця названа за цілісним псевдонімом або прізвиськом, то сортування відбувається за першої літерою псевдоніма або імені, тобто Лесі Українки — на літеру Л, Марка Вовчка, Марка Черемшини — на М, Олени Пчілки — на О, Панаса Мирного — на П, Янки Купали — на Я тощо.
Курсивом позначені зниклі вулиці.
Колір фону у списку залежить від типу урбаноніма.
| Назва          | Тип    | Колишні назви                          | Район        | Місцевість  | Рік затв. | Джерела              |
| -------------- | ------ | -------------------------------------- | ------------ | ----------- | --------- | -------------------- |
| Емінеску Міхая | вулиця | Бесарабська                            | Франківський | Кульпарків  | 1993      | ВЛ, ПСВЛ, ІВЛ, ВП, Л |
| Енергетична    | вулиця | Над Ярем, Над Яром                     | Сихівський   | Персенківка | 1955      | ВЛ, ПСВЛ, ВП, Л      |
| Естонська      | вулиця | Блонє Яновскє, Бялогорска, Білогірська | Залізничний  | Левандівка  | 1946      | ВЛ, ПСВЛ, ВП, Л      |